# Tatra T2
Tatra T2 je model češkoslovaškega tramvaja, ki so ga izdelovali v podjetju ČKD Tatra od druge polovice 1950 do začetka 1960.

## Konstrukcija
T2 (prvotno TII) izvira iz zasnove njegove predhodnice, Tatre T1. T2 je enosmerno štiriosno tramvajsko vozilo. Karoserija se je podaljšala in razširila in je bolj podobno konceptu PCC. Na eni strani so tri vrata (različica T2SU ima dve vrati). Tramvaj vozi na različnih širinah tirov (1000 mm, 1435 mm, 1524 mm). Tramvaji so imeli en žaromet spredaj.

## Prototip
Med letoma 1954 in 1955 sta bila zgrajena prva dva tramvaja T2. Oba tramvaja sta bila testirana v Pragi leta 1955 (prvi prototip g.š. 6001, drugi g.š. 6002). Prvi prototip je bil v Olomuc poslan leta 1964 z garažno številko 115, leta 1985 pa je bil poslan na mesto rezanja.
Drugi prototip so preizkusili v Libercu na širine proge 1000 mm. Nato so ga izročili v Bratislavo, kjer je vozil do leta 1977. Na koncu so ga izročili Pragi, od leta 1999 pa je del Praškega muzeja javnega prevoza.

## Nabava tramvajev
V letih 1955-1962 so izdelali 771 tramvajev.
| Država   | Mesto           | Tip  | Število tramvajev | Garažne številke | Leta proizvodnje | Viri   |
| -------- | --------------- | ---- | ----------------- | ---------------- | ---------------- | ------ |
| Češka    | Brno            | T2   | 94                | 401-494          | 1957-1962        | [ 1 ]  |
| Češka    | Liberec         | T2   | 14                | 10-23            | 1959-1961        | [ 2 ]  |
| Češka    | Most-Litvínov   | T2   | 36                | 235-270          | 1961-1962        | [ 3 ]  |
| Češka    | Olomuc          | T2   | 4                 | 111-114          | 1960-1961        | [ 4 ]  |
| Češka    | Ostrava         | T2   | 100               | 600-699          | 1958-1962        | [ 5 ]  |
| Češka    | Plzen           | T2   | 26                | 134-159          | 1960-1962        | [ 6 ]  |
| Češka    | Praga           | T2   | 2                 | 6001, 6002       | 1955             | [ 7 ]  |
| Češka    | Ústí nad Labem  | T2   | 18                | 151-168          | 1960-1962        | [ 8 ]  |
| Rusija   | Jekaterinburg   | T2SU | 65                | 301-367          | 1958-1962        | [ 9 ]  |
| Rusija   | Moskva          | T2SU | 180               | 301-480          | 1959-1962        | [ 10 ] |
| Rusija   | Sankt Peterburg | T2SU | 2                 | 1001, 1003       | 1959             | [ 9 ]  |
| Rusija   | Rostov na Donu  | T2SU | 40                | 321-360          | 1958-1959        | [ 9 ]  |
| Rusija   | Samara          | T2SU | 43                | 501-542          | 1958-1962        | [ 10 ] |
| Slovaška | Bratislava      | T2   | 66                | 201-266          | 1959-1962        | [ 11 ] |
| Slovaška | Košice          | T2   | 31                | 212-242          | 1958-1962        | [ 12 ] |
| Ukrajina | Kijev           | T2SU | 50                | 5002-5051        | 1960-1962        | [ 13 ] |